# شهرداری کوزما
شهرداری کوزما (به لاتین: Municipality of Kuzma) یک منطقهٔ مسکونی در اسلوونی است که در اسلوونی واقع شده‌است. شهرداری کوزما ۲۲٫۹ کیلومتر مربع مساحت و ۱٬۶۸۳ نفر جمعیت دارد.